# Coupe d'Afrique des nations féminine de football
Cet article traite de l'épreuve féminine. Pour la compétition masculine, voir Coupe d'Afrique des nations de football.
La Coupe d'Afrique des nations féminine Total est l'équivalent féminin de la Coupe d'Afrique des nations de football. Cette compétition réservée aux sélections nationales reconnues par la Confédération africaine de football (CAF) est organisée par celle-ci depuis 1998. Elle s'appelait Championnat d'Afrique de football féminin jusqu'à la décision du Comité exécutif de la CAF du 6 août 2015.
Le Nigeria est la nation la plus victorieuse avec dix titres au total sur treize éditions.
La phase finale du tournoi rassemble désormais les huit meilleures sélections nationales, réparties en deux groupes.

## Histoire

### Années 1990: Origine et débuts
En 1991, la FIFA organise la première Coupe du Monde féminine, après de multiples essais remontant à 1974. La CAF décide alors d'organiser une compétition de qualification à domicile et à l'extérieur pour ses nations. Lors des deux premières éditions, en 1991 et 1995, plusieurs nations retirent leurs équipes des qualifications ou des matchs, n'étant pas prêtes à affronter les nouveaux événements. La CAF, sous la présidence d'Issa Hayatou, décide de rebaptiser la compétition en tournoi biennal en instaurant une phase de groupes à huit équipes et une phase à élimination directe, créant ainsi la structure traditionnelle du tournoi qui perdurera jusqu'en 2015.

### 1991-2006: Domination nigériane
1991 marque la première édition du tournoi, mais le Congo, le Sénégal, la Zambie et le Zimbabwe se retirent tous, ce qui réduit le nombre de matchs à six. Le tournoi se déroule dans différentes villes d'Afrique, sans pays hôte. Le Nigeria a battu le Cameroun, qui avait reçu deux forfaits, en finale du tournoi inaugural en 1991, remportant ainsi son premier titre. Cette victoire a permis au Nigeria de se qualifier pour la Coupe du Monde Féminine de la FIFA 1991. De même, lors de l'édition 1995, le Ghana et l'Angola se sont retirés, laissant le tournoi à six nations seulement. Le Nigeria a remporté sa deuxième victoire en battant l'Afrique du Sud sur le score cumulé de 11-2 en deux manches.
L'édition 1998 fut organisée du 17 au 31 octobre par le Nigeria, qui remporta sa troisième victoire consécutive en battant le Ghana 2-0 en finale au Gateway Stadium. Il s'agissait de la première édition à comporter un tour de qualification, le Nigeria étant automatiquement qualifié en tant que pays hôte, les sept places restantes étant déterminées par un tour de qualification et un tour de barrage. Par la suite, le tournoi continua à se dérouler tous les deux ans, l'édition 2000 étant organisée en Afrique du Sud. Le Nigeria remporta son quatrième titre en battant l'Afrique du Sud 2-0 en finale, la seule finale de l'histoire du tournoi à ne jamais être terminée. Le match fut arrêté à la 73e minute, des supporters jetant des objets sur l'arbitre après le deuxième but de Stella Mbachu.
L'édition 2008 du tournoi s'est déroulée en Guinée équatoriale du 15 au 29 novembre. Ce tournoi marquait les débuts du Congo et de la Tunisie et était la première finale à ne pas compter le Nigeria, septuple vainqueur. La finale s'est déroulée à l'Estadio Internacional, où la Guinée équatoriale, pays hôte, a battu l'Afrique du Sud 2-1, devenant ainsi la première nation après le Nigeria à remporter le tournoi. Le Nigeria a de nouveau soulevé le trophée en 2010 après avoir battu la Guinée équatoriale 4-2 en finale, bien que la Guinée équatoriale ait de nouveau soulevé le trophée deux ans plus tard lors de l'édition 2012 en battant l'Afrique du Sud 2-1 en finale, marquant ainsi sa deuxième victoire dans le tournoi.
La onzième édition du tournoi, en 2014, a vu le Nigeria remporter son neuvième titre en battant le Cameroun 2-0 en finale. La Namibie s'est vue confier l'organisation du tournoi et a ainsi fait ses débuts en phase finale. La Namibie a été critiquée pour son organisation, la Super League féminine de Namibie ayant été suspendue en raison d'un manque de moyens financiers lors de l'organisation du Championnat d'Afrique féminin. Pour la première fois également, la Guinée équatoriale, tenante du titre, n'a pas participé au tournoi après avoir perdu son dernier match de qualification face à la Côte d'Ivoire.[réf. nécessaire]

### Coupe d'Afrique des Nations Féminine
Le 6 août 2015, le Comité exécutif de la CAF a décidé de renommer le tournoi « Coupe d'Afrique des Nations Féminine », à l'instar de la Coupe d'Afrique des Nations masculine; Cependant, le nom figurant sur le logo du tournoi pour la prochaine édition après l'annonce serait « Coupe d'Afrique des Nations Féminine ». La Coupe d'Afrique des Nations Féminine 2016, organisée par le Cameroun, a été reportée du 19 novembre au 3 décembre 2016 en raison de conditions météorologiques. Le Nigeria a remporté son dixième championnat en battant le Cameroun 1-0 grâce à un but en fin de finale.
Le 21 juillet 2016, le géant français de l'énergie et du pétrole TotalEnergies (anciennement Total S.A.) a obtenu un contrat de sponsoring de huit ans de la CAF pour soutenir ses compétitions,.

### Nouveau format et vainqueurs
L'édition 2020 a été annulée en raison de la pandémie de COVID-19 en Afrique et de son impact. L'annulation du tournoi féminin, au profit du report de celui des hommes, est imputable à l'aggravation des conséquences de la pandémie et à l'absence de nouvelle nation hôte, à la suite du retrait du Congo l'année précédente.
Le Nigéria a remporté la Coupe d'Afrique des Nations féminine 2018, s'imposant 4-3 aux tirs au but face à l'Afrique du Sud en finale. Ce titre était le troisième consécutif du Nigéria et son onzième titre en Coupe d'Afrique des Nations féminine, confirmant ainsi sa qualification pour la Coupe du Monde féminine de la FIFA 2019, où il atteindrait ensuite les huitièmes de finale. Le Cameroun a terminé troisième après avoir battu le Mali 4-2 lors de son match pour la troisième place. La récompense financière attribuée au Nigéria pour son titre de vainqueur de la Coupe d'Afrique des Nations 2019 s'élevait à 200 000 dollars.

## Palmarès
| Année | Organisateur                                              | Vainqueur                                                 | Résultat                                                  | Finaliste                                                 | Troisième                                                 | Résultat                                                  | Quatrième                                                 |
| ----- | --------------------------------------------------------- | --------------------------------------------------------- | --------------------------------------------------------- | --------------------------------------------------------- | --------------------------------------------------------- | --------------------------------------------------------- | --------------------------------------------------------- |
| 1998  | Nigeria                                                   | Nigeria                                                   | 2 - 0                                                     | Ghana                                                     | RD Congo                                                  | 3 - 3 (3 - 1) Tirs au but                                 | Cameroun                                                  |
| 2000  | Afrique du Sud                                            | Nigeria                                                   | 2 - 0                                                     | Afrique du Sud                                            | Ghana                                                     | 6 - 3                                                     | Zimbabwe                                                  |
| 2002  | Nigeria                                                   | Nigeria                                                   | 2 - 0                                                     | Ghana                                                     | Cameroun                                                  | 3 - 0                                                     | Afrique du Sud                                            |
| 2004  | Afrique du Sud                                            | Nigeria                                                   | 5 - 0                                                     | Cameroun                                                  | Ghana                                                     | 0 - 0 (6 - 5) Tirs au but                                 | Éthiopie                                                  |
| 2006  | Nigeria                                                   | Nigeria                                                   | 1 - 0                                                     | Ghana                                                     | Afrique du Sud                                            | 2 - 2 (5 - 4) Tirs au but                                 | Cameroun                                                  |
| 2008  | Guinée équatoriale                                        | Guinée équatoriale                                        | 2 - 1                                                     | Afrique du Sud                                            | Nigeria                                                   | 1 - 1 (5 - 4) Tirs au but                                 | Cameroun                                                  |
| 2010  | Afrique du Sud                                            | Nigeria                                                   | 4 - 2                                                     | Guinée équatoriale                                        | Afrique du Sud                                            | 2 - 0                                                     | Cameroun                                                  |
| 2012  | Guinée équatoriale                                        | Guinée équatoriale                                        | 4 - 0                                                     | Afrique du Sud                                            | Cameroun                                                  | 1 - 0                                                     | Nigeria                                                   |
| 2014  | Namibie                                                   | Nigeria                                                   | 2 - 0                                                     | Cameroun                                                  | Côte d'Ivoire                                             | 1 - 0                                                     | Afrique du Sud                                            |
| 2016  | Cameroun                                                  | Nigeria                                                   | 1 - 0                                                     | Cameroun                                                  | Ghana                                                     | 1 - 0                                                     | Afrique du Sud                                            |
| 2018  | Ghana                                                     | Nigeria                                                   | 0 - 0 (4 - 3) Tirs au but                                 | Afrique du Sud                                            | Cameroun                                                  | 4 - 2                                                     | Mali                                                      |
| 2020  | Compétition annulée en raison de la pandémie de Covid-19. | Compétition annulée en raison de la pandémie de Covid-19. | Compétition annulée en raison de la pandémie de Covid-19. | Compétition annulée en raison de la pandémie de Covid-19. | Compétition annulée en raison de la pandémie de Covid-19. | Compétition annulée en raison de la pandémie de Covid-19. | Compétition annulée en raison de la pandémie de Covid-19. |
| 2022  | Maroc                                                     | Afrique du Sud                                            | 2 - 1                                                     | Maroc                                                     | Zambie                                                    | 1 - 0                                                     | Nigeria                                                   |
| 2024  | Maroc                                                     | Nigeria                                                   | 3 - 2                                                     | Maroc                                                     | Ghana                                                     | 1 - 1 (4 - 3) Tirs au but                                 | Afrique du Sud                                            |
| 2026  | Maroc                                                     |                                                           | -                                                         |                                                           |                                                           | -                                                         |                                                           |

## Bilan par pays
| Class. | Pays               | Victoires | Finalistes | Troisième | Quatrième | Années du championnat                                      |
| ------ | ------------------ | --------- | ---------- | --------- | --------- | ---------------------------------------------------------- |
| 1      | Nigeria T          | 10        | 0          | 1         | 2         | 1998, 2000, 2002, 2004, 2006, 2010, 2014, 2016, 2018, 2024 |
| 2      | Guinée équatoriale | 2         | 1          | 0         | 0         | 2008, 2012                                                 |
| 3      | Afrique du Sud     | 1         | 4          | 2         | 4         | 2022                                                       |
| 4      | Cameroun           | 0         | 3          | 3         | 4         |                                                            |
| 5      | Ghana              | 0         | 3          | 4         | 0         |                                                            |
| 6      | Maroc              | 0         | 2          | 0         | 0         |                                                            |
| 7      | Angola             | 0         | 0          | 1         | 0         |                                                            |
| 7      | Côte d'Ivoire      | 0         | 0          | 1         | 0         |                                                            |
| 7      | Guinée             | 0         | 0          | 1         | 0         |                                                            |
| 7      | RD Congo           | 0         | 0          | 1         | 0         |                                                            |
| 7      | Zambie             | 0         | 0          | 1         | 0         |                                                            |
| 12     | Éthiopie           | 0         | 0          | 0         | 1         |                                                            |
| 12     | Mali               | 0         | 0          | 0         | 1         |                                                            |
| 12     | Zimbabwe           | 0         | 0          | 0         | 1         |                                                            |